# Euodynerus excellens
Euodynerus excellens är en stekelart som först beskrevs av Pérez.  Euodynerus excellens ingår i släktet kamgetingar, och familjen Eumenidae. Inga underarter finns listade i Catalogue of Life.